# Bernard Ford
Bernard „Bernie” Albert Ford (ur. 27 września 1947 w Birmingham, zm. 6 kwietnia 2023 w Calgary) – brytyjski łyżwiarz figurowy, startujący w parach tanecznych z Diane Towler. 4-krotny mistrz świata (1966–1969), 4-krotny mistrz Europy (1966–1969) oraz 4-krotny mistrz Wielkiej Brytanii (1966–1969). 
Po zakończeniu kariery w 1969 roku Towler i Ford występowali w rewiach tanecznych przez dwa lata, a następnie Ford wyemigrował do Kanady, gdzie został trenerem łyżwiarskim i choroegrafem. Podczas swojej pracy w kanadyjskich ośrodkach łyżwiarskich był ekspertem technicznym, pomagał Komitetowi Technicznemu ISU w konkurencji par tanecznych, prowadził liczne seminaria i został współtwórcą wzoru tańca Cha-Cha Congelado.
Towler i Ford są uznawani za jednych z pionierów nowoczesnego stylu w konkurencji par tanecznych, gdyż przypisuje się im wprowadzenie do tańców podnoszeń tanecznych, twizzli i piruetów.
Miał żonę Lyndsey oraz troje dzieci, córki Chantelle i Talinn oraz syna Serge.
Zmarł nagle z powodu problemów z sercem 6 kwietnia 2023 roku w swoim domu w Calgary.

## Osiągnięcia
Z Diane Towler
| Zawody                        | 63–64          | 64–65          | 65–66          | 66–67          | 67–68          | 68–69          |                |                |                |                |                |                |                |                |                |                |                |
| Międzynarodowe                | Międzynarodowe | Międzynarodowe | Międzynarodowe | Międzynarodowe | Międzynarodowe | Międzynarodowe | Międzynarodowe | Międzynarodowe | Międzynarodowe | Międzynarodowe | Międzynarodowe | Międzynarodowe | Międzynarodowe | Międzynarodowe | Międzynarodowe | Międzynarodowe | Międzynarodowe |
| ----------------------------- | -------------- | -------------- | -------------- | -------------- | -------------- | -------------- | -------------- | -------------- | -------------- | -------------- | -------------- | -------------- | -------------- | -------------- | -------------- | -------------- | -------------- |
| Mistrzostwa świata            | 13             | 4              | 1              | 1              | 1              | 1              |                |                |                |                |                |                |                |                |                |                |                |
| Mistrzostwa Europy            |                | 4              | 1              | 1              | 1              | 1              |                |                |                |                |                |                |                |                |                |                |                |
| Krajowe                       |                |                |                |                |                |                |                |                |                |                |                |                |                |                |                |                |                |
| Mistrzostwa Wielkiej Brytanii |                | 3              | 1              | 1              | 1              | 1              |                |                |                |                |                |                |                |                |                |                |                |

## Nagrody i odznaczenia
- Skate Canada Hall of Fame – 2007[4]
- Światowa Galeria Sławy Łyżwiarstwa Figurowego – 1993[7]